# Eino Leino (sportiv)
Eino Leino (n. 7 aprilie 1891, Kuopio, Finlanda – d. 30 noiembrie 1986, Tampere, Finlanda) a fost un luptător ce a reprezentat Finlanda, medaliat olimpic. A participat la 4 ediții ale Jocurilor Olimpice (1920, 1924, 1928, 1932) în care a câștigat o medalie de aur și o medalie de argint.